# Tavaszi Hendikep
Az ügetősport hagyományos télbúcsúztató versenye, a Tavaszi Hendikep. A március eleji nagyhendikep már 1922 óta állandó része az éves programnak.

## A verseny története
Az első nyerő Impressario volt George Wilthsire-al, míg az első 30-on belüli időteljesítmény Erzerum (29,8) nevéhez fűződik 1925-ből. Ezt, 1941-ig csupán négy ügetőnek sikerült megismételnie, ekkor jött Tanoda és parádés, 26,2-es versenyrekordot repesztett, amelyet 1971-ig (!) mindössze egy ló ismételt meg.  A futam nehézségét jól tükrözi, hogy a francia Aigle Du Mou tudott egyedül duplázni. A mén 51-ben, illetve 53-ban győzött, a beszámolók szerint első sikerét 10.000 ember előtt aratta a Kerepesi Úti Ügetőpályán.  Tanoda legendás rekordját Teofil döntötte meg 72-ben, ám ez nem tartott olyan sokáig, mint az előző.  1979-ben minden idők legöregebb Tavaszi Hendikep nyerője, a 12 éves Spártai 25,0-s idővel vétette észre magát, azonban 84-ben erre is rátett Fennsík Árokszállási mesterrel és 22,4-et ügetett. Elképesztő, de egészen 2004-ig nem volt ennél jobb ideje senkinek, persze az óta változott a helyzet. Az utolsó Kerepesi Úti versenyben El Action diadalmaskodott, míg a Kincsem Parkban Hópehely gyűjtötte be először ezt a nívós trófeát. Jelenleg Lézer a leggyorsabb Tavaszi győztes, 2012-ben 18,4-ben teljesítette az 1960 méteres távot.
A hajtók között Marschall József vezeti az erre vonatkozó listát hét győzelemmel, mögötte Fazekas Imre áll, aki már hatszor ünnepelhetett. A közeljövőben akár még a vezetést is átveheti a sokszoros champion.
A hosszú évek során egyszer volt példa arra, hogy elmaradt a Tavaszi Hendikep, egészen pontosan 1954-ben, mely hűen tükrözi, mekkora hagyomány övezi a fordulóstartos versenyt.

## Rekordok

### Legeredményesebb nyerő hajtók
(7 győzelem)
Marschall József (1936 - Ida; 1939 - Bob; 1951 - Aigle Du Mou; 1960 - Gigant; 1964 - Kristóf; 1967 - Narrátor; 1970 - Rafinált)

### Leghosszabb ideig fennálló versenyrekord
Tanoda - 26,2 - 1941-1972 (31 év)

### Legeredményesebb nyerő ló
(2 győzelem)
Aigle Du Mou (FRA) - 1951, 1953

### Legöregebb nyerő ló
Spártai - 1979 - 12 évesen

### Versenyrekord
Lézer - 2012 - 1:18,4